# Sogni proibiti (film)
Sogni proibiti (The Secret Life of Walter Mitty) è un film del 1947 diretto da Norman Z. McLeod.
Il soggetto è liberamente tratto dal racconto La vita segreta di Walter Mitty (The Secret Life of Walter Mitty) scritto da James Thurber nel 1939. Il protagonista è Danny Kaye.

## Trama
Walter Mitty, un giovane mite dai modi un po' impacciati, è un impiegato in una casa editrice di New York specializzata nella pubblicazione di riviste di varie specie il cui principale è l'imponente e autoritario sig. Pierce. Il giovane vive con una madre oppressiva e assillante e sta per sposarsi con una ragazza dal carattere capriccioso e antipatico di nome Geltrude Griswald. La ragazza infatti, accompagnata sempre dalla madre, tratta Walter in maniera piuttosto fredda e indifferente, rispettando e apprezzando decisamente di più l'amico e corteggiatore Tommy Watson.
Per evadere così dalla routine quotidiana, Walter sogna a occhi aperti in continuazione, prendendo spunto da ciò che gli accade durante il giorno. Tra i personaggi ricorrenti che popolano i suoi sogni vi sono il suo antagonista in amore e una bellissima ragazza bionda. Inoltre, per via della scarsa memoria, segna tutto su un piccolo libretto nero tutte le commissioni che la madre gli chiede ogni giorno di fare. Un giorno, mentre prende un treno che lo porta al lavoro, incontra una bella e affascinante ragazza bionda identica a quella dei suoi tanti sogni. La donna, infastidita da un uomo che sembra seguirla, finge di essere fidanzata con Walter e lo bacia. Più tardi, prima di prendere un taxi, si presenta come Rosalind van Hoorn (Rossana nel doppiaggio italiano), e si scusa di aver chiesto aiuto a Mitty per sfuggire all'inseguitore. Lui inizialmente rifiuta di aiutarla, ma poi raggiunge la donna perché aveva dimenticato la sua borsa all'interno del taxi.
Raggiuntala al molo, qui incontrano un parente della ragazza che, mentre aspetta nel taxi, viene pugnalato. I due decidono di recarsi subito alla polizia per denunciare l'accaduto, ma Rosalind si nasconde dentro una cabina telefonica e il taxi con il morto dentro scompare lasciando Walter solo e pieno di dubbi. La sua vita riprende normalmente con la promessa sposa Gertrude, ma l'anziano parente di Rosalind, prima di essere ucciso nel taxi, aveva lasciato un piccolo libriccino nella borsa di Mitty, contenente informazioni che un criminale zoppo sta cercando e per il quale non esita a uccidere. La vita di Walter è in pericolo. Il pomeriggio stesso, infatti, un certo dr. Hollingshead, dall'aspetto spaventoso, giunge sino all'ufficio di Walter e tenta invano di gettarlo dalla finestra. Dopo aver compreso l'accaduto, Walter e Rosalind recuperano il libretto e stanno per consegnarlo a colui che si dichiarava lo zio della ragazza, che si scopre essere in realtà lo zoppo stesso. L'uomo, con il falso nome di Peter (Pietro), per non farsi riconoscere fingeva di essere paralizzato e costretto su una sedia a rotelle.
Si scopre così che l'uomo che pedinava Rosalind, e che aveva astutamente ucciso l'anziana persona nel taxi senza dare nell'occhio, non è altri che uno scagnozzo dello zoppo, il quale grazie a lui era venuto a sapere che il libretto nero era nelle mani di Walter, dopo che la persona uccisa lo aveva messo di nascosto nella sua borsa. Lo zoppo aveva mandato quest'uomo a pedinare Walter per ucciderlo e aveva incaricato l'orribile dr. Hollingshead di buttare Walter fuori dalla finestra del suo ufficio. Rosalind, appreso che suo zio è in realtà lo zoppo, nasconde il libretto in un cassetto, fingendo di averlo smarrito in macchina, in modo da poter uscire assieme a Walter con la scusa di andarlo a cercare, per poter sfuggire al criminale. Ma lo zoppo intuisce tutto e offre a Walter una bevanda in cui è contenuto del sonnifero, che lo fa cadere in un sonno profondo. Rosalind cerca di far svegliare Walter ma, all'apparire di due scagnozzi dello zoppo, che erano rimasti nascosti in una stanza vicina, sviene dalla paura.
La mattina dopo Walter rinviene in quella casa, circondato da sua madre e dal suo datore di lavoro. Lo zoppo nega di avere una nipote, facendo sembrare così che tutto sia stato uno degli ennesimi sogni ad occhi aperti di Walter, e che Rosalind in verità non esista. Infatti Walter non ha prove che sia veramente successo. In realtà lo zoppo ha legato e nascosto Rosalind svenuta e, sapendo dei frequenti sogni a occhi aperti di Walter, ha approfittato di ciò per lasciarlo in libertà e per fargli credere di essersi immaginato tutto. Il giorno dopo, mentre è all'altare per sposare Gertrude, Walter si fruga nelle tasche trovando un oggetto datogli da Rosalind, il che gli conferma che la ragazza esiste. Walter, ormai innamorato di Rosalind, lascia Gertrude e fugge dalla chiesa per correre a salvare la ragazza; la brusca reazione nei confronti del suo principale gli fa ottenere anche una promozione.

## Produzione
L'adattamento del racconto per il film è stato effettuato da Ken Englund, Everett Freeman e Philip Rapp.

## Citazioni e omaggi
- A questo film viene reso un omaggio ne Il favoloso Andersen (Hans Christian Andersen, 1952), interpretato sempre da Danny Kaye. Anche in quel film, infatti, il protagonista fa un sogno ad occhi aperti.
- Al racconto si ispira anche la serie di cartoni animati a tecnica mista Le avventure di Waldo Kitty.
- Anche Artisti e modelle (Artists and Models) del 1955 con Jerry Lewis e Dean Martin, regia di Frank Tashlin, è in qualche modo[Quale?] ispirato alla trama di La vita segreta di Walter Mitty. Nel film è inoltre presente Shirley MacLaine, che ritroviamo anche nel remake di Stiller.
- Nel quarto episodio di Watchmen, Sogni proibiti viene proiettato in una sala in cui viene compiuto un massacro di membri della comunità afroamericana di New York nel 1947.

## Remake
- Sogni mostruosamente proibiti, regia di Neri Parenti (1982), con Paolo Villaggio
- I sogni segreti di Walter Mitty (The Secret Life of Walter Mitty) regia di Ben Stiller (2013)